# Вагнер, Адольф (оберфюрер)
Адо́льф Ва́гнер (нем. Adolf Wagner) — оберфюрер СС.
- Родился в Трансильвании в семье фольксдойче.
- С 1941 — командир 2-го батальона 3-го моторизованного полка СС «Дойчланд», входившего в состав 2-й танковой дивизии СС «Рейх», участвовал в боях на советско-германском фронте.
- С 1 февраля 1943 был командиром 1-го батальона 14-го добровольческого горнострелкового полка 7-й добровольческой горнопехотной дивизии СС «Принц Евгений», участвовал в боях с партизанами на Балканах.
- С 1944 командовал 7-м учебным горнопехотным эрзацбатальоном в составе дивизии «Принц Евгений», с мая 1944 воевал в районе Горица (Италия).
- С 10 февраля 1945 по 8 мая 1945 — командир 24-й добровольческой горнопехотной дивизии СС «Карстъегер» в чине оберфюрера СС. К этому времени подразделения дивизии, разгромленной в предыдущих боях, входили в состав боевой группы бригадефюрера СС Хармеля.